# كأس سابورتا 2000–01
كأس سابورتا 2000–01  هو موسم من كأس سابورتا. أقيم خلال الفترة 17 أكتوبر 2000 وحتى 17 أبريل 2001، وشارك فيه  24  فريقاً، وفاز فيه Maroussi B.C. ‏.